# Bebinca
La bebinca, nota anche come bibik o bebinka, è un tipo di pudding dolce tradizionale indo-portoghese. La bebinca tradizionale presenta sette strati ed è composta da farina integrale, zucchero, ghi (un tipo di burro chiarificato), tuorlo d'uovo e latte di cocco. In alcune versioni, si può conservare a lungo e può pertanto essere trasportato mentre in altre varianti va mangiato fresco.
Bebinca è stato anche il nome di un ciclone dell'Oceano Pacifico nordoccidentale. Sebbene la bebinca sia un dolce tradizionale della città di Goa, viene anche preparato in Portogallo, nel Mozambico e a Macao.